# سیارک ۲۳۷۸۳
سیارک ۲۳۷۸۳ (به انگلیسی: 23783 Alyssachan، نامگذاری:1998QG12) بیست و سه هزار و هفتصد و هشتاد و سومین سیارک کشف شده‌است که در ۱۷ اوت ۱۹۹۸ کشف شد.
قدر مطلق سیارک برابر ۱۲.۹ است.